# Head Like a Hole
A Head Like a Hole (Halo 3) kislemez sorrendben a harmadik Nine Inch Nails kiadvány, egyben a második kislemez az együttes debütáló lemezéről, a Pretty Hate Machineről. Az együttes első kislemeze volt, amely bejutott az amerikai Hot 100 Singles Sales listára. A Billboardon 105.-ként végzett, míg az Egyesült Királyságban 45.-ként. A Head Like a Hole-t az amerikai post punk/new wave együttes, a Devo is feldolgozta.

## A videóklip
A számhoz klip is készült, melynek hanganyagához a Head like a Hole kislemezén található Clay remixet használták fel. A videót Eric Zimmerman rendezte. 1990 márciusában jelent meg. Megtalálható a Closure VHS kiadványon. A videóban Trent Reznoron kívül Richard Patrick gitáros, Chris Vrenna dobos és Martin Atkins is látható.

## A kislemez
Amerikai és Egyesült Királyságbeli verziója is létezik. Az Egyesült államokbeli verzió Maxi Single-ként, míg a Egyesült Királyságbeli háromszámos kislemezként jelent meg. Az Opal remix csak az angol kiadványon található meg, továbbá az amerikai verzió tartalmaz egy 11. track-et (unlisted track) címmel, mely mindössze 4 másodperces. A remixeket Trent Reznor, Adrian Sherwood, Keith LeBlanc és Flood (Mark Ellis), a Pretty Hate Machine producerei készítették.